# Консервативная революция
Консервати́вная револю́ция (нем. Konservative Revolution) — собирательный термин для обозначения философских и политико-идеологических течений, возникших в период, последовавший за окончанием Первой мировой войны, в эпоху Веймарской республики.

## Определение
Термин «Консервативная революция» использован в 1950 году швейцарским, немецким историком и политиком Армином Молером вслед за Фридрихом Энгельсом.
Энгельс писал в 1848 году в связи с польским восстанием в ноябре 1830:
«Восстание 1830 года не было ни национальной […], ни социальной или политической революцией, оно не изменило внутреннее положение людей. Это была консервативная революция»..
Идеи, исповедовавшиеся представителями консервативно-революционного движения, как правило, рассматриваются в контексте развития т. н. «идеологий третьего пути» (или «третьей позиции»), противопоставляющих себя как марксизму, так и либерализму.
Мыслители, относившие себя к консервативно-революционному лагерю, были сторонниками «нового» консерватизма и национализма, имеющего специфически немецкую, прусскую природу. Подобно другим консервативным движениям того же периода, они искали способ противодействия набирающему силу коммунистическому движению, при этом некоторые из консервативных революционеров были сторонниками «консервативного социализма».
Армин Молер, в своей книге «Консервативная Революция в Германии 1918—1932» (нем.   Die Konservative Revolution in Deutschland 1918–1932), говоря о консервативно-революционном движении в целом, отмечает, что для правой версии консервативной революции были характерны: расизм, династический монархизм, империализм, антикоммунизм, атлантизм, нейтральное отношение к капитализму, часто прокатолическая ориентация и опора на Южную Германию и Австрию.
Напротив, для левой версии консервативной революции характерны: этнический дифференциализм (без расизма), германский социализм и органическая демократия, опора на традиции Пруссии и Восточной Европы, симпатии к Советской России и Востоку в целом, евразийство, антикапитализм, протестантские (или языческие) интенции.
Вместе с тем, у обеих версий консервативной революции существовало много общего. Так для консервативно-революционного движения в целом характерны: национализм, ориентация на автаркийное развитие Германии, неприязнь к Просвещению и культуре модерна (вытекающей из духа Французской революции и Весны народов), ориентация на создание «нового порядка», интерес к германской древности, идея справедливого общества, основанного на принципе солидарности (иерархической или демократической), сочетание архаической и традиционной культуры с передовой технической мыслью.

## Предыстория «идеологии Третьего пути»
Ряд авторов полагает, что консервативно-революционное движение периода Интербеллума представляет собой один из продуктов развития европейского консерватизма, который, в свою очередь, явился результатом осмысления последствий Великой французской революции. В частности, среди «предтеч» консервативной революции выделяют таких радикально-консервативных мыслителей XIX в. как Жозеф де Местр, Луи Бональд и Доносо Кортес. Сам термин «революционный консерватизм» впервые употребил славянофил Ю. Самарин в одноимённой работе, опубликованной в Берлине в 1875 году. Артур Мёллер ван ден Брук считал одним из выразителей «революционно-консервативной» идеи Ф. Достоевского. Среди собственно немецких мыслителей, повлиявших на позднейшее консервативно-революционное движение можно указать Фихте, Гердера, Арндта, Яна, и, наконец, Ницше.
В отличие от обычных традиционалистов «консервативные революционеры» не отрицали глубинного кризиса в политическом и социальном пути Европы, не утверждали безусловной ценности дореволюционного порядка. Вопреки традиционным консерваторам, они полагали, что этот кризис — не просто продукт внешнего, постороннего воздействия (шедшего от антихристианских, антимонархических и антиевропейских сил, собирательно называемых «масонством» или «пара-масонством»). Однако схожесть с социалистами в оценке кризисного положения дел в дореволюционном порядке, никоим образом не предполагало единодушия в определении положительной ориентации, призванной этот кризис преодолеть. Если социалисты стремились радикализировать тезисы свободы, равенства и братства, то «консервативные революционеры» настаивали на прямо противоположном подходе и, напротив, стремились вернуться к такому порядку, который предшествовал не только Революции, но и возникновению причин, к ней приведших. В этом смысле, сторонники Третьего пути являются намного более правыми, чем сами правые.

## Консервативно-революционное движение 1918—1932 годов
Впервые термин «консервативная революция» появляется в конце 1910-х годов в работах Артура Мёллера ван ден Брука, Томаса Манна и Гуго фон Гофмансталя.
В 1919 году выходит в свет одна из программных работ, определивших последующее развитие консервативной революции — книга Освальда Шпенглера «Пруссачество и социализм» (нем. «Preußentum und Sozialismus»). Шпенглер говорит о продолжении подлинной «немецкой социалистической революции», которая на самом деле случилась не в ноябре 1918 года, а раньше, в 1914 году, совпав с началом Первой мировой войны. Вместе с тем Шпенглер набрасывает не только политический проект «прусского социализма»: это философия, которая продолжает и развивает ницшеанскую метафизику «воли к власти». Освальд Шпенглер подчеркивает связь социализма, работы и власти:
 «Социализм означает власть, власть и снова власть… Дорога к власти предуказана: лучшая часть немецкого рабочего класса объединяется с лучшими носителями старопрусского государственного инстинкта в обоюдной решимости основать строго социалистическое государство… они спаяны единым чувством долга, сознанием великой задачи, волей к повиновению, чтобы повелевать, готовностью умереть, чтобы победить… чтобы утвердить то, что мы есть».

## Пять групп в соответствии с работой Армина Молера
Несмотря на то, что классифицировать многообразное движение, состоящее в основном из интеллектуалов с часто расходящимися мнениями, трудно, Армин Молер в своей книге «Консервативная Революция в Германии 1918—1932» выделяет пять различных групп.
Идею консервативной революции в изложении Молера некоторые исследователи считают схожей с идеологией фашизма, в частности, такой точки зрения придерживается Роджер Гриффин. В одном из своих интервью Молер признал, что он действительно является фашистом, но только в духе Хосе Антонио Примо де Риверы и вместе с тем склонен считать, что истоки фашизма находятся в ультралевом политическом спектре.

### Первая группа: «фёлькише»
Немецкое слово völkisch происходит от Volk, простейший перевод которого — «народ». В немецкой национальной традиции Volk стал своего рода вечной метафизической сущностью, обозначающей целую систему абсолютных ценностей. Такое употребление восходит к Иоганну Готфриду Гердеру (1744—1803), который видел в «душе народа» реальность, остающуюся неизменной на протяжении всей истории. Развивая тезисы публициста Юстуса Мёзера (История Германии, 1773), Гердер считал, что немецкий народ должен вновь осознать свой исконный национальный характер.
Для группы «фёлькише» речь шла прежде всего о том, чтобы противостоять «процессу дезинтеграции», угрожавшему народу, и побудить его к самосознанию. Группа делала акцент на «расе», которая должна была стать основой специфики народа. Но их концепция, более того, их определение расы весьма разнообразны. Одни рассматривают ее с чисто биологической точки зрения, другие — как некое образцовое единство «телесного» и «духовного». На самом деле существует глубокая фёлькиш-религиозность, которая обычно стремится проявиться в антихристианском религиозном возрождении, либо провозглашая «германское христианство» или «немецкую веру» (Deutschglaube), либо пытаясь возродить культ древних божеств, поместив их в современную перспективу.

### Вторая группа: «младоконсерваторы»
Существовало множество различных кружков младоконсерваторов: берлинский (Мёллер ван ден Брук, фон Глейхен), гамбургский (Вильгельм Штапель), мюнхенский (Эдгар Юлиус Юнг), венский (Отмар Шпанн), а также ряд частных лиц. Отправной точкой для «неоконсерватизма» стало восстание против подписания Версальского договора в июне 1919 года, когда в Берлине Мёллером ван ден Бруком и фон Гляйхеном был основан Июньский клуб (Juni-Klub). Органом клуба стал еженедельник Gewissen (Совесть), за которым последовали Der Ring и Konservative Wochenschrift. Берлинское издательство Ring-Verlag служило домом для Июньского клуба, а затем и для младоконсервативного клуба, так что вскоре Ring-Bewegung (Движение кольца) стало синонимом неоконсервативного движения. Затем последовал ряд очень сложных событий. В 1924 году, в разгар стабилизации веймарского режима, некоторые немецкие националисты, входившие в Июньский клуб, попытались заключить союз с немецкими националистическими партиями. В действительности Июньский клуб был преобразован и распущен в Джентльменский клуб; Мёллер пережил нервный срыв и покончил с собой в 1925 году. Основанный Генрихом фон Гляйхеном Клуб джентльменов еще больше распространил свое влияние в лагере младоконсерваторов.
Младоконсерваторы были в первую очередь озабочены выполнением «миссии народа», которая, по их мнению, заключалась в создании новой империи (Рейха). Их духовные лидеры Эдгар Юлиус Юнг (будущая жертва «Ночи длинных ножей»), Артур Мёллер ван ден Брук, Генрих фон Глейхен и др. видели рейх как «организацию всех народов в надгосударственное целое, в котором господствует высший принцип, под верховной ответственностью одного народа». Но это не национализм. Младоконсерваторы осуждали национализм, считая, что он «переносит эгоистические доктрины индивидуума на уровень национального государства».
Эдгар Юлиус Юнг (1894—1934), автор классических в то время книг Die Herrschaft der Minderwertigen (1927/1929-30) и Sinndeutung der Deutschen Revolution (1933), считается представителем младоконсерваторов.

### Третья группа: «национал-революционеры»
Почти все национал-революционеры были сформированы опытом стальных штурмов и «товарищества» в окопах. Для них «нация» — это не что иное, как Volk, собранный вместе и «приведенный в движение» войной. Национал-революционеры принимают технический прогресс не потому, что поддаются «опасному искушению восхищаться им», а потому, что хотят «господствовать над ним, и ничего больше». По словам одного из их лидеров, Франца Заувекера, речь идет о том, чтобы «покончить с линейным временем». Живя в междуцарствии, они считают, что наступило время позитивного нигилизма. Их революционный порыв и прусская выучка объединились, чтобы поддержать их желание уничтожить «буржуазный порядок»; их «солдатский национализм» стал единым целым с «социализмом товарищей». Острое трагическое чувство истории и жизни стало фоном, как мрачным, так и светлым, для их революционного приключения.
Здесь снова необходимо провести различие между двумя глубоко различными течениями. С одной стороны, это «солдафонский национализм» таких людей, как Эрнст Юнгер, Франц Шаувекер и Вернер Боймельбург, а с другой — «национал-большевики» (Эрнст Никиш, Карл Отто Петель, братья Отто и Грегор Штрассеры), которых называют «людьми слева от правых» (Linke Leute von rechts). Есть и другие авторы и теоретики, которых Армин Молер считает близкими к национал-революционерам, но которые не совсем являются их частью, например Фридрих Хильшер.
В своей недавней книге Робер Стёкерс выделяет три различные волны в истории подгруппы «национал-большевизма».

### Четвертая группа: «бюндише»
Напротив, движение «бюндише» возникло задолго до Первой мировой войны, родившись на заре века из обширного молодежного движения (Jugendbewegung), связанного с Wandervogel (Перелетными птицами), внезапного взрыва, не имеющего определенной политической окраски, состояния умов, охватившего всю Германию. С помощью «бюндише» «молодежь междуцарствия» неясно осознала, что она ответственна за будущее и что на нее возложена огромная задача произвести «поворот исторического времени». Прежде всего, Bündische Jugend свидетельствует об отношении к жизни, движимом своего рода коллективным бессознательным. Будучи одновременно «молодежным движением» и «обществом мужчин», «бюндише» стремились подготовить элиту, которой, хотя и суждено было рассеяться в самых отдаленных направлениях в зрелом возрасте, предстояло распространить дух и чаяния Консервативной революции далеко и широко. Молодежные организации (и военизированные группы) процветали во всех политических секторах, справа, слева и в центре.

### Пятая группа: «движение Ландфольк»
Армин Молер видел пятую тенденцию Консервативной революции в Landvolkbewegung или «крестьянском движении». Профсоюзное движение Ландфолька, вынужденное в силу обстоятельств принять политическую окраску, почти непреодолимо попало в орбиту Консервативной революции, сторонники которой оказывали ему самую искреннюю и энергичную поддержку. Затем оно было незаметно поглощено национал-социализмом под влиянием исторического развития и личных действий Вальтера Дарре, теоретика Bauernadel (крестьянской аристократии).

## Основные мыслители
Согласно Армину Молеру и другим источникам, наиболее видными выразителями консервативной революции были:
- Освальд Шпенглер
- Артур Мёллер ван ден Брук
- Мартин Хайдеггер
- Эрнст фон Заломон
- Стефан Георге
- Гуго фон Гофмансталь
- Юлиус Эвола (итальянец)
- Отмар Шпанн
- Ханс Фрайер
- Вернер Зомбарт
- Карл Шмитт
- Томас Манн (временно)
- Эрнст Канторович
- Эрнст Юнгер и его брат Фридрих Георг Юнгер[25]
- Карл Хаусхофер
- Готфрид Бенн
- Альфред Боймлер
- Ханс Церер

При этом взгляды Юлиуса Эволы по сравнению с немецкими консервативными революционерами, во многом совпадая в их негативной части, сильно отличаются в позитивной.